# Muş (provins)

Muş i Turkiet

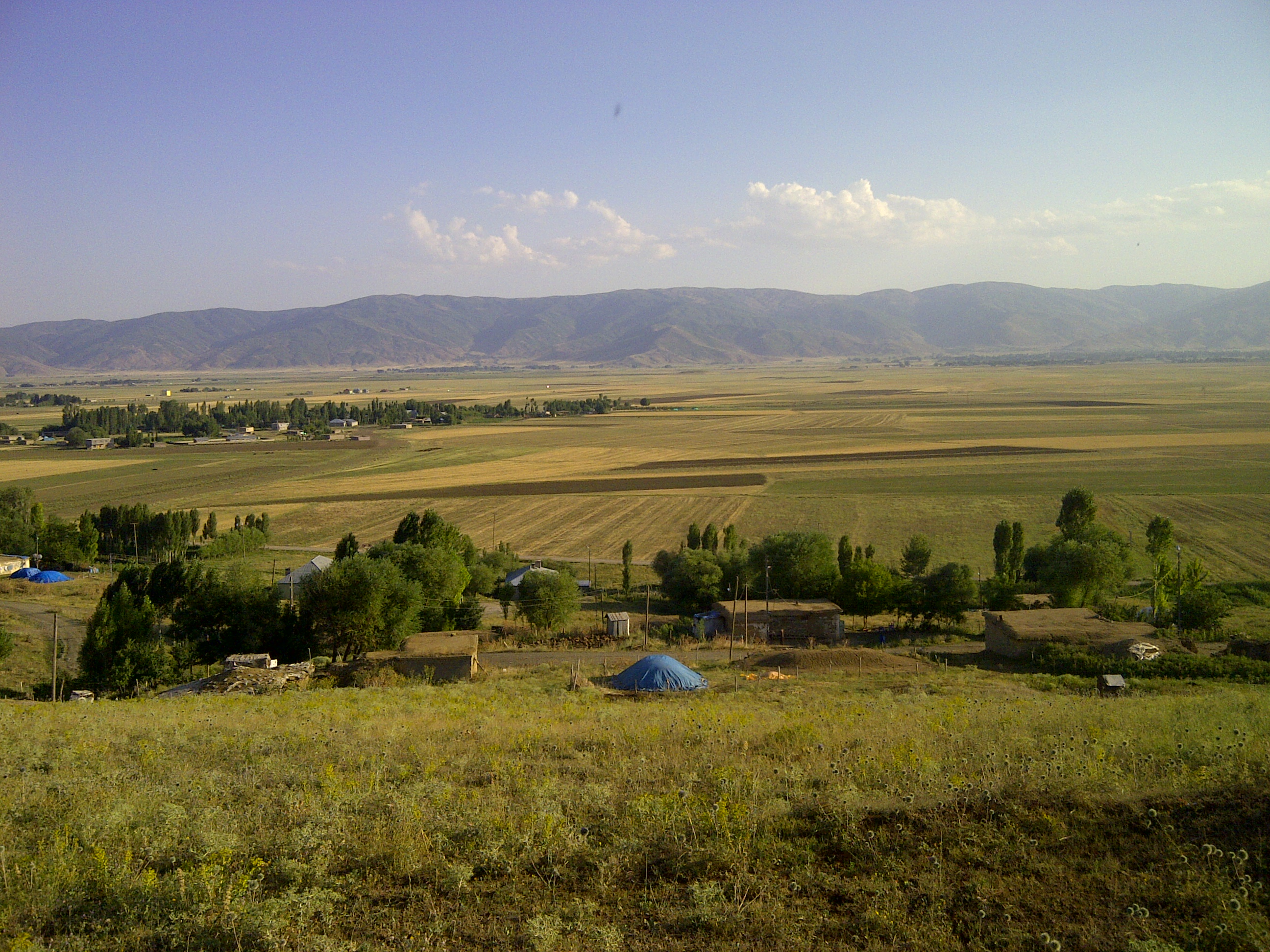
Gelirli, Pınarüstü-Korkut-Muş, Turkiet

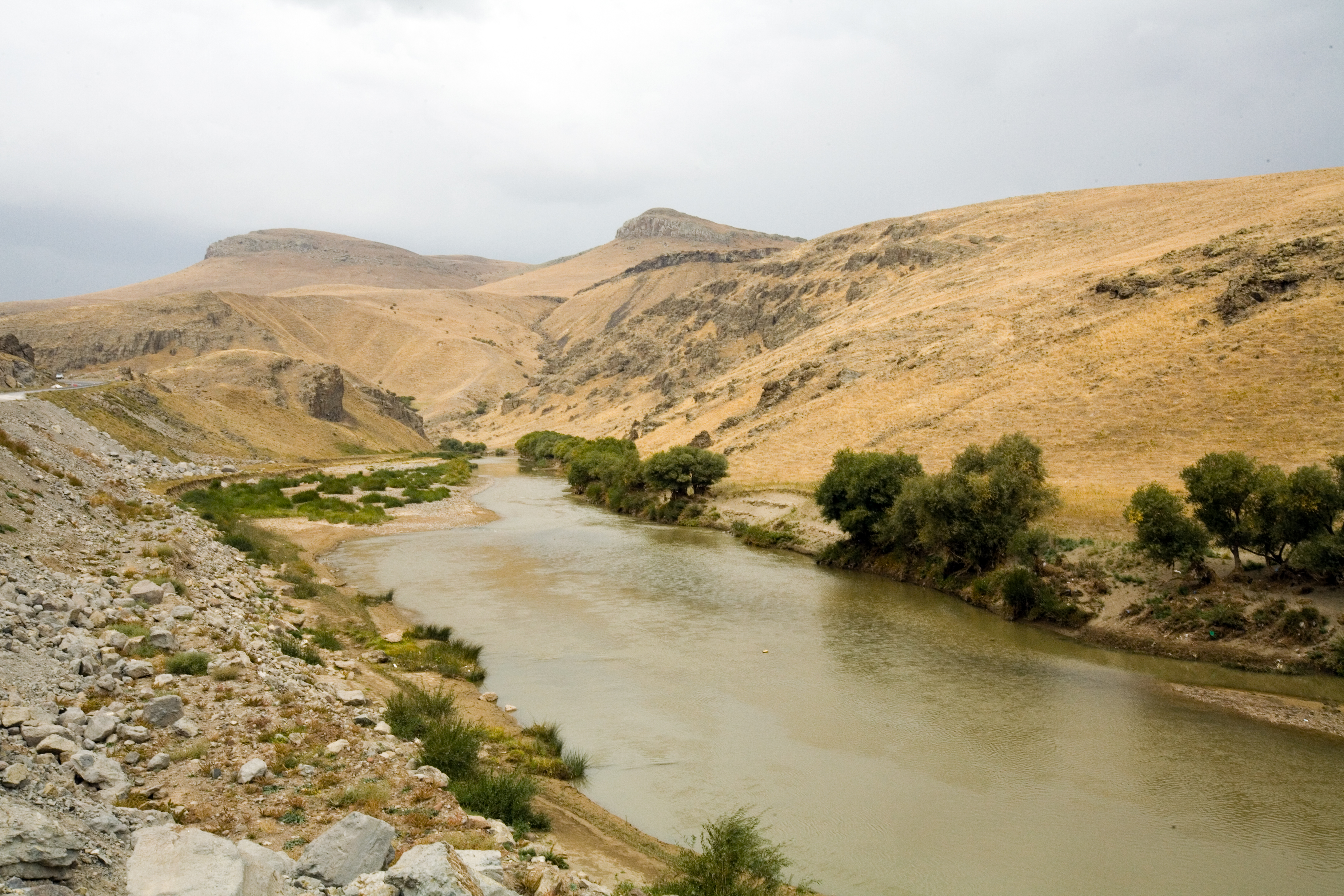
Floden Murat är ett av Eufrats viktigaste källflöden

Muş är en provins i östra Turkiet. Den har totalt 453 654 invånare (2000) och en areal på 8 023 km². Provinshuvudstad är Muş.
1966 drabbades provinsen av en kraftig jordbävning som nästan helt förstörde staden Varto och dödade 2 394 människor.